# 近藤典子 (アメニティーアドバイザー)
近藤 典子（こんどう のりこ）は、兵庫県神戸市生まれ、大阪府育ちの住まい方アドバイザーでインテリアコーディネーター。「株式会社 近藤典子Home&Life研究所」の取締役を務めている。

## 略歴
- 1984年

引越し荷造り、荷解き等を請け負う「オールマイティー」を設立。
- 1989年

雑誌の取材を初めて受ける（MINE/講談社）。
- 1990年

"アメニティアドバイザー"の肩書き誕生。
- 1993年

初の単行本を刊行（らくらく収納術／同文社）。
- 1995年

雑誌の表紙を初めて飾る（レタスクラブ/SSコミュニケーションズ）。
初のムック本を刊行（近藤典子の収納と整理／主婦の友社）刊行。
- 1996年

新聞でコラム連載開始（暮らしのワンポイント/日本経済新聞社）。
- 1997年

通販カタログの企画・監修に携わる （暮らしのデザイン/ダイエーOMC≪当時≫）。
初のテレビレギュラー出演開始（痛快!エブリデイ/関西テレビ放送）。
モデルルーム収納ディスプレーの企画・製作に携わる（三井不動産/西武不動産）。
- 1998年

テレビ隔週1回レギュラー出演開始（素敵にワイド!ほっと10/テレビ東京）。
- 1999年

オリジナルブランド[NORIKO'S]を出版社とタイアップし立ち上げる （クロワッサン/マガジンハウス）。
企業とアドバイザリー契約を結び、コンサルティング業務を開始。
テレビ月1回レギュラー出演開始 （ぴーかんテレビ元気がいいね/東海テレビ放送）。
- 2000年

テレビ週1回レギュラー出演開始（ベストタイム/TBS）。
テレビ月1回レギュラー出演開始（2時ドキッ!/関西テレビ放送）。
- 2002年

株式会社ライゼと広告出演契約を結ぶ。
- 2003年

「株式会社 近藤典子Home&Life研究所」として設立。
オリジナルDVD、VHS「近藤典子のアイデア収納塾」全3巻同時発売。
サンウエーブ工業株式会社と広告出演契約を結ぶ。
日立コンシューマ・マーケティング株式会社と広告出演契約を結ぶ。
初の海外出版雑誌の取材を受ける（上海WALKER・北京WALKER/五洲傅播出版社）。
- 2004年

海外（台湾・香港）で初の翻訳本出版（近藤典子の収納の基本/主婦の友社）。
住友スリーエム株式会社と広告出演契約を結ぶ。
- 2005年

株式会社白元と「ミセスロイド」の広告出演契約を結ぶ。
大和ハウス工業株式会社と広告出演契約を結ぶ。
株式会社INAXと広告出演契約を結ぶ。
- 2006年

近藤典子の暮らしの学校「暮らしアカデミー」東京校・大阪校を開校。
- 2007年

空間プロデュースしたケーススタディハウス横浜が、グッドデザイン賞受賞。
- 2008年

NHKラジオ第一放送「ラジオビタミン」隔週1回レギュラー出演開始。
近藤典子の暮らしの学校「暮らしアカデミー神戸校」開校
韓国・ソウルのKOLON建設とコンサルティング契約を結び、文化習慣を生かした空間提案を行う。
- 2009年

東京消費者生活総合センター「暮らしの安全知識」DVDに出演。
西部ガス株式会社と広告出演契約を結ぶ
韓国・ソウルのKOLON建設とのコラボハウス「KANKAN HOUSE」が完成。
「ダイソンで大掃除2009」キャンペーンにて広告出演契約を結ぶ。
- 2010年

小林製薬株式会社の「かんたん洗浄丸」での広告出演契約締結。
「近藤典子の暮らしアカデミー」福岡校を開校。
レック株式会社との商品開発アドバイザー契約締結。
株式会社ニトリと商品開発アドバイザー契約締結。
- 2011年

4月改訂の小学校の5年・6年家庭科教科書（東京書籍）8頁を監修。
- 2012年

4月、石友ホーム株式会社、石友リフォームサービス株式会社と業務委託及び広告出演契約を結ぶ
株式会社五合と商品開発ロイヤリティ契約を結ぶ
- 2013年

4月改訂の高等学校の家庭科の教科書「家庭総合　自立・共生・創造」（東京書籍）で職業として「アメニティアドバイザー」が掲載される。
コクヨS&T株式会社「ハサミエアロフィットサクサ」広告出演契約を結ぶ。
三菱電機株式会社　掃除機・除湿機・布団乾燥機　広告出演契約を結ぶ。
富山テレビ「Youドキッ!たいむ」隔週月曜日レギュラー出演開始。
石川テレビ「リフレッシュ」毎月水曜日レギュラー出演開始。
株式会社マリンホームと業務委託及び広告出演契約を結ぶ
- 2015年

「暮らしアカデミー」にて、住まい方アドバイザー養成講座を東京・大阪で開校
株式会社丸辰と広告出演契約を結ぶ。
株式会社日置建設と業務委託契約を結ぶ。
株式会社イー住まいと業務委託契約を結ぶ。
株式会社LIXILとアドバイザリー契約を結ぶ。
株式会社青山と業務委託契約を結ぶ。
- 2016年

株式会社深見工務店（愛知県）と業務委託契約を結ぶ
株式会社フォレストホーム（千葉県）と業務委託契約を結ぶ
オフィスHanako株式会社（新潟県）と業務委託契約を結ぶ
株式会社永博（大阪府）と業務委託契約を結ぶ
南京工業大学　浦江学院　客員教授として授業開始　
資格取得ができるプロ向けの「住まい方アドバイザー養成講座 2期」を東京・大阪にて開講。
- 2017年

中国国営テレビ、南京テレビにて生活快適シリーズ（5回放送分）出演
凸版印刷と日めくりカレンダー「まいにちおそうじ」発売　　　　　　　　
FM長野、FM福岡、FM佐賀、FM熊本、FM鹿児島にて、「アイダ設計 暮らしレシピ!」新番組レギュラー開始
「きょうのおそうじ（ポプラ社）」が、フランスの出版社Maraboutよりフランス語訳され発売
中国最大手ショッピングサイトアリババにて日本のプラスチック収納メーカー天馬株式会社「FITS」の宣伝を行ったところ爆発的な売り上げとなり話題に。
- 2018年

東京・大阪にて開講している「住まい方アドバイザー養成講座」も四期を迎え、
「住まい方アドバイザー」の資格取得者が100名を突破。
有限会社フルハタ建設（長野県）と業務委託契約を結ぶ
有限会社ヤマトホーム（青森県）と業務委託契約を結ぶ
中国「全国工商聠家具装飾業商会」から「中国カスタマイズ住宅設計貢献賞」を受賞
- 2019年

株式会社LIXILとのコラボ商品「ヴィータス パネル」を4月発売。
資格取得ができるプロ向けの「住まい方アドバイザー養成講座5期」を東京・大阪にて開講予定。
『暮らしを整える　住まい方ハンドブック1　片づけ・収納編』　・『暮らしを整える　
住まい方ハンドブック2 LDK・洗面所編』（東京書籍出版）の中国語訳が出版の予定
- 2020年

株式会社小林建設（埼玉県）と業務委託契約を結ぶ

## レギュラー番組
- 隔週火曜日8：30－8：55

　NHKラジオ第一放送「ラジオビタミン」暮らしスパイス（2008年4月 - 2012年3月）
　「衣食住なるほどアドバイス」（出演時間は7～8分）
- 隔週水曜日9：55～10：55

　石川テレビ「リフレッシュ」（2013年9月 - ）

## 著書（国内）
（2007年以降出版の著書を掲載）
- 2007年

「近藤典子のモノ選びの基本」（角川・エス・エス・コミュニケーションズ）
料理本「近藤典子の十八番レシピ」（グラフ社）
- 2008年

「新実用BOOKS 近藤典子の収納の基本 最新版」（主婦の友社）
- 2009年

「家事の花道 きれいに暮らす12カ月」（朝日新聞社出版）
「近藤典子の収納の基本＆DIYブック」 (角川マガジンズ）
- 2010年

「暮らし力がなくなる日」（主婦の友社）
「近藤典子の暮らし力」（東京書籍）
- 2011年

「家事の花道 速攻編」（朝日新聞社出版）
「近藤典子が考えた『片づく家』のつくり方」（講談社）
- 2012年

「きょうのおそうじ」（ポプラ社）出版
- 2013年

「40歳からの人生を輝かせる50のヒント」（光文社）
「50歳をすぎたら家の整理を始めなさい」（ポプラ社）
「近藤典子の「片づく寸法」図鑑」（講談社）
- 2014年

「住まい方ハンドブック 1 片づけ・収納編」（東京書籍）
「住まい方ハンドブック 2 LDK・洗面所編」（東京書籍）
「40歳からの自分リセット法」（光文社）